# Гучний провулок (Київ)
Гучни́й прову́лок — провулок у Солом'янському районі м. Києва, місцевість Олександрівська слобідка. Пролягає від вулиці Андрія Головка до Народної вулиці.

## Історія
Провулок виник в 1-й половині ХХ століття під назвою 463-я Нова вулиця . Сучасна назва — з 1944 року.